# Grunuovo
Grunuovo è la più popolosa frazione del comune di Santi Cosma e Damiano; è collocata lungo la via Francesco Baracca, una delle principali vie del Comune. Confina con la contrada di Cerri Aprano e con la frazione di San Lorenzo in zona Campomaggiore. In località Taverna vi è il confine con il territorio di Minturno.
Il toponimo deriva dalla contrazione dell'espressione agro nuovo; la frazione infatti, malgrado sorga sull'antica via che collega i centri di Santi Cosma e Damiano, Castelforte e Suio a Minturno – nel punto in cui si snoda anche l'asse viario che collega la valle dell'Ausente con Ausonia –, è stata solo recentemente urbanizzata.

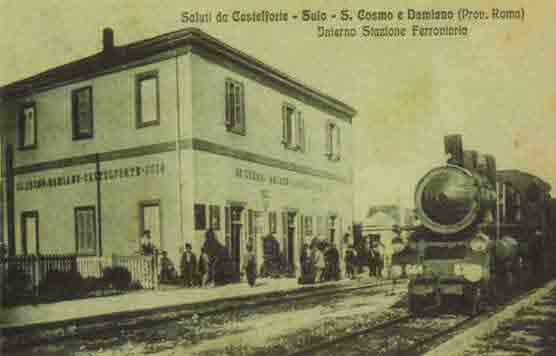
L'antica stazione

Lo storico Giuseppe Tommasino ha indicato come campo della battaglia del Veseris, episodio chiave della Guerra Latina, la zona tra la frazione di San Lorenzo e località Taverna Cinquanta, comprendento anche la totalità del territorio di Grunuovo. Tale battaglia vide opporsi i Romani alla lega degli Aurunci (la Pentapoli Aurunca) nel IV secolo a.C. ed è descritta da Tito Livio negli Ab Urbe condita libri. Nella notte tra il 28 ed il 29 dicembre 1503, durante la battaglia del Garigliano delle Guerre d'Italia, mentre il generale Gonzalo Fernández de Córdoba era di stanza presso la rocca di Castelforte, Bartolomeo d'Alviano in avanguardia, stazionava probabilmente a Grunuovo.
Fu sede della stazione ferroviaria di Castelforte-Santi Cosma e Damiano-Suio sulla tratta della ferrovia Gaeta - Sparanise, fino alla sua distruzione verificatasi
durante la Seconda guerra mondiale. Non fu più ricostruita e la linea ferroviaria fu definitivamente dismessa. Ancora oggi "La stazione" è un nome molto in uso per indicare Grunuovo. La frazione è anche sede di uno dei tre uffici postali del comune di Santi Cosma e Damiano.